# Hugo Gélin
Pour les articles homonymes, voir Gélin.
 (octobre 2024).
Si vous disposez d'ouvrages ou d'articles de référence ou si vous connaissez des sites web de qualité traitant du thème abordé ici, merci de compléter l'article en donnant les références utiles à sa vérifiabilité et en les liant à la section « Notes et références ».
Hugo Gélin, né le 4 mai 1980 à Paris, est un réalisateur, scénariste et producteur français. Il est connu pour ses trois longs métrages, Comme des frères (2012), Demain tout commence (2016) et Mon inconnue (2019).

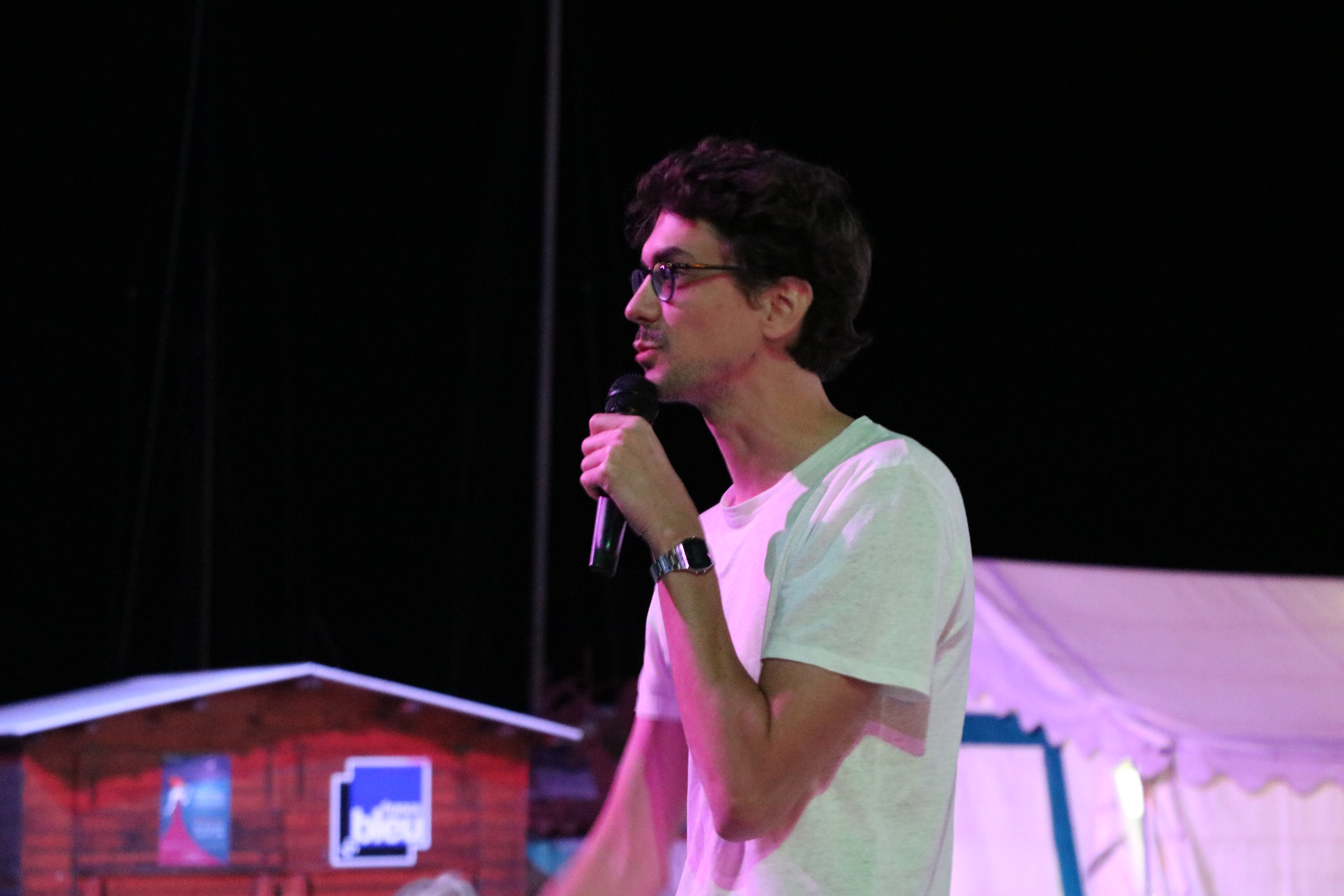
Hugo Gélin lors du Festival du film de Pauillac, en juillet 2019.

## Famille
Il est le fils de Xavier Gélin (fils de Daniel Gélin et Danièle Delorme) et de Anne-Elisabeth Ventura (fille de Ray Ventura et Jacqueline Lemoine).

## Biographie

### Début de carrière (2002-2011)
De 2002 à 2008, il réalise des making-ofs et des publicités. En 2009, il fonde la société de production Zazi Films.

### Comme des frères, écriture de scénarios et productions (2011-2015)
En 2011-2012, il écrit, produit et réalise son premier long-métrage, Comme des frères, avec François-Xavier Demaison, Nicolas Duvauchelle, Pierre Niney et Mélanie Thierry. Le film totalise 350 000 entrées et est sélectionné dans de nombreux festivals dans lesquels il gagne plusieurs prix. Le film est également nommé deux fois aux Césars 2013, dans les catégories meilleur premier film et meilleur espoir masculin pour Pierre Niney.
En 2013, il co-écrit et produit le film La Cage dorée qui est un succès-surprise au box-office avec 1 200 000 entrées.
Il réalise plusieurs clips pour HollySiz : Come Back To Me (2013), Better Than Yesterday (2014).
Il est le producteur pour Canal+ d'un programme court intitulé Casting(s) et réalisé par Pierre Niney. Il en produit 3 saisons entre 2013 et 2015. Les saisons 2 et 3 sont diffusées dans Le Grand Journal du Festival de Cannes de Canal+ et pendant la 40e cérémonie des César sur Canal+. Il co-réalise la saison 3 avec Pierre Niney dans laquelle viennent jouer plusieurs guests comme Marion Cotillard, Laurent Lafitte, Isabelle Nanty, Gérard Darmon, Éric Judor, Orelsan, ou encore Leïla Bekhti.
Il écrit et réalise en 2014 Les Baumettes, une fiction dans une série de documentaires pour Planète+, intitulée Le Casse.

### Demain tout commence(2015-2018)
En 2015-2016, il écrit et réalise son deuxième long-métrage intitulé Demain tout commence avec Omar Sy, Clémence Poésy, Antoine Bertrand et Gloria Colston. Le film sort le 7 décembre 2016 et réalise 3 300 000 entrées dans les salles françaises, devenant ainsi le deuxième plus gros succès français de l'année. Le film est par ailleurs distribué dans plus de 40 pays et réalise plus de 5 000 000 entrées[réf. nécessaire]. Il reçoit à ce titre le Prix Unifrance de la comédie de l'année à l'international au Festival international du film de comédie de l'Alpe d'Huez 2018 ainsi que le Prix Unifrance du film français de l'année en salle à l'étranger aux Trophées du Film français 2018.

### Mon inconnue, productions et réalisations (depuis 2018)
En 2019, il sort son troisième long-métrage, Mon inconnue avec François Civil, Joséphine Japy et Benjamin Lavernhe. Le film totalise 600 000 entrées en France et connaît une très belle carrière internationale en Asie (Corée du Sud, Japon, Chine) et en Amérique latine (Mexique, Brésil). Le film reçoit au Festival international du film de comédie de l'Alpe d'Huez 2019 le Prix d'interprétation masculine pour François Civil, puis au Festival du film de Cabourg 2019 le Prix du meilleur film de l'année. Le film est également nommé aux Césars 2020 dans la catégorie meilleur acteur dans un second rôle pour Benjamin Lavernhe.
En 2020, il produit le film Miss que sort Warner Bros en France le 23 septembre 2020. Le film est sélectionné en compétition officielle au Festival international du film de comédie de l'Alpe d'Huez 2020. L'acteur principal, Alexandre Wetter, est nommé aux Césars 2021 dans la catégorie meilleur espoir masculin.
En 2021, il réalise les trois derniers épisodes du final de la première saison de la série Lupin avec Omar Sy, Ludivine Sagnier, Hervé Pierre, Antoine Gouy, Nicole Garcia, Clothilde Hesme, Shirine Boutella, Soufiane Guerrab et Stefan Crepon pour Netflix. Le programme est un succès et devient la deuxième série Netflix dans le monde en étant vue par plus de 76 millions de foyers en 2021. Elle est également sélectionnée aux International Emmy Awards 2022 dans la catégorie Meilleure série dramatique.
En 2023-2024, il produit Le Fil réalisé et interprété par Daniel Auteuil, avec aussi Grégory Gadebois et Alice Belaïdi. Le film est en Sélection Officielle du Festival de Cannes 2024. En 2025, il lance le tournage de Privilèges, une série originale pour HBO Max. En parallèle de ses activités de producteur de séries et de films, il est en écriture de son prochain long métrage de réalisateur pour le cinéma, « une comédie, un film choral », ainsi qu'en pleine création de sa première série originale.

## Filmographie

### Réalisateur

#### Longs métrages
- 2011 : Comme des frères
- 2016 : Demain tout commence
- 2019 : Mon inconnue

#### Séries télévisées
- 2015 : Casting(s) saison 3 co-réalisé avec Pierre Niney
- 2021 : Lupin (3 derniers épisodes de la saison finale)

#### Courts métrages
- 2001 : La Vie sans secret de Walter Nions
- 2002 : À l'abri des regards indiscrets
- 2015 : Le Casse

### Producteur

#### Longs métrages
- 2011 : Comme des frères d'Hugo Gélin
- 2013 : La Cage dorée de Ruben Alves
- 2019 : Mon inconnue d'Hugo Gélin
- 2020 : Miss de Ruben Alves
- 2024 : À l’ancienne de Hervé Mimran
- 2024 : Le Fil de Daniel Auteuil

#### Télévision
- 2013 : Casting(s) de Pierre Niney, diffusé sur Canal+
- 2014 : Casting(s) saison 2, de Pierre Niney, diffusé sur Canal+ pendant le Grand Journal de Cannes 2014
- 2015 : Casting(s) saison 3, de Hugo Gélin et Pierre Niney, diffusé sur Canal+ à la Cérémonie des César 2015 et pendant le Grand Journal de Cannes 2015
- 2018 : Rémi Choré de Jérôme Niel, diffusé sur Canal+ pendant Clique (émission de télévision)
- 2025 : Privilèges de Marie Monge et Vladimir de Fontenay pour HBO Max.

## Distinctions

### Récompenses
Comme des frères :
- Festival du film de Sarlat 2012 : Prix des lycéens, prix du conseil régional d'Aquitaine
- Festival du film de Sarlat 2012 : Prix d'interprétation féminine pour Mélanie Thierry
- Festival du film de La Réunion 2012 : Prix d'interprétation féminine pour Mélanie Thierry
- Festival du film de La Réunion 2012 : Prix d'interprétation masculine pour Nicolas Duvauchelle
- Festival du Film Français de Roumanie 2013 : Prix du public TV5 Monde

La Cage dorée :
- Prix du public Virgin Radio au Festival international du film de comédie de l'Alpe d'Huez 2013.

Demain tout commence :
- Trophées du film français 2017 : Prix du public
- Festival international du film de comédie de l'Alpe d'Huez 2018 : Prix Unifrance de la comédie de l'année à l'international
- Trophées du Film français 2018 : Prix Unifrance du film français de l'année en salle à l’étranger

Mon inconnue :
- Festival international du film de comédie de l'Alpe d'Huez 2019 : Prix d'interprétation masculine pour François Civil
- Festival du film de Cabourg 2019 : Prix du meilleur film

### Nominations
Comme des frères :
- Césars 2013 : Meilleur premier film
- Césars 2013 : Meilleur espoir masculin pour Pierre Niney
- Prix Patrick Dewaere 2013 : Pierre Niney
- Lumière de la presse internationale 2013 : Meilleur espoir masculin pour Pierre Niney

Mon inconnue :
- Césars 2020 : Meilleur acteur dans un second rôle pour Benjamin Lavernhe

Miss :
- Césars 2021 : Meilleur espoir masculin pour Alexandre Wetter

### Sélections
Comme des frères :
- COLCOA 2013 : film d'ouverture du festival
- Festival du Film Français de Cuba 2014 : film d'ouverture du festival

Demain tout commence :
- En compétition au COLCOA 2017